# مکسی لانگ
مکسی لانگ (انگلیسی: Maxie Long; ۱۶ اکتبر ۱۸۷۸ – ۴ مارس ۱۹۵۹) دونده سرعت اهل ایالات متحده آمریکا بود.
از افتخارات وی میتوان به کسب مدال طلا دو ۴۰۰ متر در بازی‌های المپیک تابستانی ۱۹۰۰ اشاره کرد.